# Méthode de Monte-Carlo cinétique
La méthode de Monte-Carlo cinétique, kinetic Monte Carlo (KMC) en anglais, est une méthode de Monte-Carlo de simulation informatique permettant de simuler des processus se produisant à des taux connus. En cela elle permet de simuler exactement le comportement de systèmes évoluant selon une équation maîtresse.
C’est une méthode peu gourmande en temps de calcul permettant d’explorer des échelles de temps et d’espace importantes. Elle permet en particulier d’étudier des phénomènes à probabilité faible.
Les taux doivent être connus à l'avance, l'algorithme ne fait que les utiliser.
La méthode de Monte-Carlo cinétique porte plusieurs noms : algorithme à temps de résidence residence-time algorithm, Bortz-Kalos-Lebowitz  (BKL) (Bortz 1975), n-fold way algorithme, méthode de Monte-Carlo dynamique ou encore algorithme de Gillespie (Gillespie 1976), ...

## Algorithme

### Taux de transfert indépendants du temps

À chaque étape, le système dispose de plusieurs états accessibles, les taux de transferts vers chacun des états étant supposés connus.

L'algorithme de Monte-Carlo cinétique est utilisé pour modéliser les sauts aléatoires d'un système d'un état initial vers un ensemble d'états finaux possibles, le nombre total Nt de sauts effectués à un instant t étant modélisé par un processus de Poisson. À l'issue de chaque saut, on évalue les conséquences de la transition entre l'état initial et le nouvel état : arrêt de la simulation, nouvelle étape de simulation avec ou sans changement des taux de transfert, etc.

Choix de l'état final : une variable aléatoire est tirée entre 0 et ; la probabilité que le système évolue vers l'état est proportionnelle à.

Pour se familiariser avec l'algorithme, on suppose dans cette section que les taux de transfert restent constants pendant l'intervalle de temps séparant deux sauts successifs, ce qui correspond à un processus de Poisson homogène. L'algorithme est donné par les étapes suivantes :
1. On note t0 le temps actuel.
2. On forme une liste de l'ensemble des taux de transfert Γi du système, i = 1,..., N, et l'on note Γtot = ∑ Γi le taux de transfert total.
3. Le temps T au bout duquel le système quitte son état initial est donné par la formule T = – ln(U)/Γtot, où U est une variable aléatoire uniformément répartie entre 0 et 1.
4. On choisit un deuxième nombre aléatoire U' uniformément réparti entre 0 et Γtot qui va servir à tirer au hasard l'état final de la transition (voir la figure ci-contre).
5. Si U' est compris entre 0 et Γ1, le système transite vers l'état 1 ; entre Γ1 et Γ1+Γ2 le système transite vers l'état 2 ; et si U' est entre Si-1 et Si, où S0 = 0 et {\displaystyle S_{i}=\textstyle \sum _{j=1}^{i}\Gamma _{j}}, le système transite vers l'état i.
6. Prendre en compte cette transition en effectuant les calculs correspondants.
7. Changer le temps en t0+T et recommencer l'étape 1.

Justification de l'étape 3
La variable aléatoire T représente le temps d'attente avant que le système quitte l'état initial. Sa densité de probabilité est {\displaystyle \rho _{T}(t)=\Gamma _{\text{tot}}\exp(-\Gamma _{\text{tot}}t)} pour t ∈ [0, +∞[. La formule utilisée dans l'étape 3 correspond au changement de variable U = exp( – ΓtotT), ce qui donne bien la même densité de probabilité : {\displaystyle \rho _{T}(t)=\rho _{U}(u)\left|{\frac {du}{dt}}\right|} si l'on considère ρU(u) = 1 sur ]0, 1].
Justification de l'étape 5
La probabilité que l'état final soit l'état i est pi = Γi⁄Γtot, ce qui est égal à
{\displaystyle p_{i}={\frac {\Gamma _{i}}{\Gamma _{\text{tot}}}}={\frac {S_{i}-S_{i-1}}{\Gamma _{\text{tot}}}}=\int _{S_{i-1}}^{S_{i}}{\frac {1}{\Gamma _{\text{tot}}}}du'=P(S_{i-1}<U'<S_{i})}

Cet algorithme simule l'évolution du système au cours du temps et n'a pas a priori de condition d'arrêt. En pratique, on arrête la boucle lorsque le temps dépasse une certaine valeur ou lorsque le système a effectué un certain nombre de sauts ; la suite des états i suivis par le système au cours du temps est appelée une trajectoire Monte-Carlo ; on répète ensuite cette boucle de manière à obtenir un nombre important de trajectoires, auxquelles on peut appliquer une analyse statistique. Puisque les trajectoires sont indépendantes les unes des autres, il est facile de paralléliser l'algorithme de Monte-Carlo cinétique.

### Taux de transfert variants au cours du temps
L'algorithme est essentiellement le même si l'on suppose que les Γi dépendent du temps, mais les formules reliant U et U' à T et à l'état final i sont différentes :
- T est donné par la formule {\displaystyle \int _{t_{0}}^{t_{0}+T}\sum _{i=1}^{N}\Gamma _{i}(t)dt=-\ln u}, qu'il est nécessaire d'inverser pour trouver T ;
- Les sommes Si sont à évaluer en t = t0+T. Ceci provient du fait que jusqu'au temps t0+T le système est encore dans l'état initial (Chotia 2008). Cette absence de "mémoire" est caractéristique d'un processus de Markov.

## Autres algorithmes
Un algorithme très similaire est l'algorithme de première réaction First Reaction Method (FRM).
Il consiste à choisir la réaction i arrivant la première, tout en utilisant un côté probabiliste stochastique afin de ne pas oublier les autres réactions. Pour cela on choisit N nombres au hasard ui et on 
choisit le temps de réaction  {\displaystyle \Delta t_{i}} qui est le temps minimal parmi ceux déterminés par les N formules 
{\displaystyle \int _{t_{0}}^{t_{0}+\Delta t_{i}}\Gamma _{i}(t)dt=-\ln u_{i}}
Si les taux {\displaystyle \Gamma _{i}} sont indépendants du temps les algorithmes KMC et FRM se simplifient naturellement et un autre algorithme souvent plus rapide existe dit de sélection aléatoire Random Selection Method (RSM).
Contrairement aux deux autres algorithmes il ne donne pas, à chaque pas de temps, nécessairement lieu à une réaction.
Au contraire, il calcule un intervalle de temps {\displaystyle \Delta t=\min _{i}\,1/\Gamma _{i}} où une seule réaction au maximum est possible. Il choisit ensuite au hasard (entre 1 et N) une réaction possible i et un nombre aléatoire associé u. Si {\displaystyle u/\Gamma _{i}<\Delta t}
la réaction est effectuée, elle ne l'est pas dans le cas contraire. Dans tous les cas on met à jour le temps.

## Utilisation
L'algorithme Monte-Carlo cinétique est utilisé pour simuler les phénomènes physiques tels que la diffusion de surface, l'épitaxie, l'évolution et la croissance de domaines ou la mobilité des agrégats.
Évidemment cette méthode peut être utilisée de façon beaucoup plus large dès qu'un système évolue selon une équation maîtresse, c’est-à-dire si les processus d'évolution suivent une loi de Poisson et sont non corrélés ; dans ce cas, la méthode de Monte-Carlo cinétique donne le résultat exact de l'évolution du système au cours du temps.

## Historique
La première publication décrivant les principes d'une méthode KMC est sans doute celle de Young et Elcock en 1966. Le residence-time algorithm est également publié au même moment. De manière apparemment indépendante, Bortz, Kalos and Lebowitz ont développé un algorithme KMC pour simuler le modèle d'Ising, appelé le n-fold way. L'année suivante, Dan Gillespie publie l'algorithme connu sous le nom de algorithme de Gillespie pour décrire des réactions chimiques. Une bonne introduction est celle de Art Voter. Une dérivation rigoureuse du modèle KMC à partir de la dynamique de Langevin en utilisant la notion de distribution quasi-stationnaire a été developpée par T. Lelièvre et collaborateurs,.